# Eleni Foureira
Eleni Foureira (greacă: Ελένη Φουρέιρα; n. 7 martie 1987, Fier, Regiunea Fier, Albania) este o cântăreață, actriță, dansatoare și creatoare de modă greacă. Și-a început cariera muzicală în 2007 ca membră a grupului de fete Mystique. După destrămarea grupului în 2009, Eleni a urmat o carieră solo.
Eleni a semnat un contract solo cu filiala greacă a Universal Music și și-a lansat primul album în 2010. Albumul care îi poartă numele a primit o certificare de platină în Grecia. A semnat ulterior cu Minos EMI, casă de discuri cu sediul în Atena, care i-a scos următoarele două albume, Ti Poniro Mou Zitas și Anemos Agapis, în 2012, respectiv 2014. Ambele albume au fost bine primite în Grecia și Cipru. Foureira a părăsit Minos EMI în 2015 și a semnat cu Panik Records. Al patrulea ei album de studio, Vasilissa, a fost lansat în 2017.
Eleni a reprezentat Cipru la Concursul Muzical Eurovision 2018 cu piesa „Fuego”, terminând concursul pe locul al doilea.

## Discografie

### Albume de studio
| Titlu                                   | Detalii | Poziții |
| Titlu                                   | Detalii | GRC     |
| --------------------------------------- | --- | ------- |
| Eleni Foureira Ελένη Φουρέιρα           | - Lansat: decembrie 2010 - Casă de discuri: Universal Music Greece - Gen: dance-pop, europop - Formate: CD, digital download | 1       |
| Ti Poniro Mou Zitas Τι Πονηρό Μου Ζητάς | - Lansat: 22 iunie 2012 - Casă de discuri: Minos EMI - Gen: europop - Formate: CD, digital download                          | 7       |
| Anemos Agapis Άνεμος Αγάπης             | - Lansat: 22 decembrie 2014 - Casă de discuri: Minos EMI - Gen: electro, pop rock - Formate: CD, digital download            | 3       |
| Vasilissa Βασίλισσα                     | - Lansat: 11 decembrie 2017 - Casă de discuri: Panik Records - Gen: europop, folk - Formate: CD, digital download            | 15      |

### Single-uri
| Titlu                                        | An   | Poziții | Album               |
| Titlu                                        | An   | GRC     | Album               |
| -------------------------------------------- | ---- | ------- | ------------------- |
| „Mia Nixta Mono” (feat. Thirio)              | 2010 | 7       | Eleni Foureira      |
| „Chica Bomb” (feat. Dan Balan)               | 2010 | —       | Eleni Foureira      |
| „To 'Cho (Pom Pom)”                          | 2010 | 8       | Eleni Foureira      |
| „Orkisou”                                    | 2010 | —       | Eleni Foureira      |
| „Argisame”                                   | 2010 | —       | Eleni Foureira      |
| „Ase Me”                                     | 2011 | —       | Eleni Foureira      |
| „Stavrolexo”                                 | 2011 | —       | Eleni Foureira      |
| „Simadia” (feat. Panagiotis Petrakis)        | 2011 | —       | Eleni Foureira      |
| „Vasilias Tou Chtes”                         | 2011 | —       | Eleni Foureira      |
| „Reggaeton”                                  | 2011 | 6       | Ti Poniro Mou Zitas |
| „Paikse Mazi Mou (Fun)” (feat. Ciprian Robu) | 2011 | —       | Ti Poniro Mou Zitas |
| „To Party Den Stamata” (feat. Midenistis)    | 2012 | 3       | Ti Poniro Mou Zitas |
| „Ti Poniro Mou Zitas”                        | 2012 | —       | Ti Poniro Mou Zitas |
| „Mistiko”                                    | 2012 | —       | Ti Poniro Mou Zitas |
| „Stou Erota Tin Trela”                       | 2012 | —       | Ti Poniro Mou Zitas |
| „Pio Erotas Pethenis”                        | 2012 | 6       | Ti Poniro Mou Zitas |
| „Agapi Pou Na Teriazi Se Mena”               | 2012 | —       | Ti Poniro Mou Zitas |
| „Na Se Exo Mesa Mou”                         | 2012 | —       | Ti Poniro Mou Zitas |
| „Sexy (Reggaeton)”                           | 2012 | —       | Ti Poniro Mou Zitas |
| „All I Need”                                 | 2012 | —       | Ti Poniro Mou Zitas |
| „Anemos Agapis”                              | 2013 | —       | Anemos Agapis       |
| „Radevou Sti Paralia”                        | 2013 | —       | Anemos Agapis       |
| „Pes To Kathara” (feat. Vasilis Karras)      | 2013 | —       | Anemos Agapis       |
| „Mou 'Pan I Agapi”                           | 2014 | —       | Anemos Agapis       |
| „Tranquila” (feat. J Balvin)                 | 2014 | 1       | Anemos Agapis       |
| „Party Sleep Repeat (PSR)”                   | 2014 | —       | Anemos Agapis       |
| „Vazo Tin Kardia”                            | 2014 | —       | Anemos Agapis       |
| „Sweetest Love”                              | 2014 | —       | Anemos Agapis       |
| „Na Taxidepsoume Mazi”                       | 2014 | —       | Anemos Agapis       |
| „Sto Theo Me Paei”                           | 2015 | 9       | Vasilissa           |
| „Pio Dinata”                                 | 2015 | —       | Vasilissa           |
| „Ladies (Stand Up)”                          | 2015 | —       | Vasilissa           |
| „Den Sou Xrostao Agapi”                      | 2016 | —       | Vasilissa           |
| „Ti Koitas” (feat. Mike)                     | 2016 | —       | Vasilissa           |
| „Come Tiki Tam”                              | 2016 | —       | Vasilissa           |
| „Vasilissa”                                  | 2017 | —       | Vasilissa           |
| „To Kati Pou Exeis”                          | 2017 | —       | Vasilissa           |
| „2018 S' Agapo”                              | 2017 | —       | Vasilissa           |
| „Mono Gia Sena”                              | 2017 | —       | Vasilissa           |
| „Send For Me” (feat. A.M. SNiPER & Afro B)   | 2017 | —       | Vasilissa           |
| „Follow The Sunrise”                         | 2017 | —       | Vasilissa           |
| „Fuego”                                      | 2018 | 5       | N/A                 |

## Filmografie
| Televiziune | Televiziune                      | Televiziune | Televiziune                      |
| An          | Titlu                            | Rol         | Note                             |
| ----------- | -------------------------------- | ----------- | -------------------------------- |
| 2010        | Finala națională Eurovision 2010 | Ea însăși   | Concurentă Locul 2               |
| 2010–2011   | Just the Two of Us               | Ea însăși   | Concurentă în sezonul 1 Locul 1  |
| 2017        | So You Think You Can Dance       | Ea însăși   | Jurat în sezonul 3               |
| Teatru      |                                  |             |                                  |
| An          | Titlu                            | Rol         | Note                             |
| 2015–2016   | Barbarella                       | Sophia      | Debut teatral Teatrul Pireos 131 |

## Premii și nominalizări
| An   | Premii                 | Categorie                         | Lucrare nominalizată       | Rezultat     | Ref. |
| ---- | ---------------------- | --------------------------------- | -------------------------- | ------------ | ---- |
| 2011 | MAD Video Music Awards | Cel mai sexy videoclip            | „To 'Cho (Pom Pom)”        | Câștigat     |      |
| 2011 | MAD Video Music Awards | Cel mai bun artist nou            | Ea însăși                  | Câștigat     |      |
| 2011 | MAD Video Music Awards | Cel mai bun artist feminin        | Ea însăși                  | Nominalizare |      |
| 2012 | MAD Video Music Awards | Cel mai sexy videoclip            | „Reggaeton”                | Câștigat     |      |
| 2012 | MAD Video Music Awards | Cel mai bun videoclip pop         | „Reggaeton”                | Câștigat     |      |
| 2012 | MAD Video Music Awards | Cel mai bun artist feminin        | Ea însăși                  | Nominalizare |      |
| 2012 | MAD Video Music Awards | Artistul anului – Cipru           | Ea însăși                  | Nominalizare |      |
| 2013 | MAD Video Music Awards | Reper fashion într-un videoclip   | „Pio Erotas Pethenis”      | Câștigat     |      |
| 2013 | MAD Video Music Awards | Cel mai bun videoclip pop         | „Pio Erotas Pethenis”      | Nominalizare |      |
| 2013 | MAD Video Music Awards | Cel mai bun căntec                | „To Party Den Stamata”     | Nominalizare |      |
| 2013 | MAD Video Music Awards | Cel mai bun artist feminin        | Ea însăși                  | Nominalizare |      |
| 2014 | MAD Video Music Awards | Videoclipul anului                | „Anemos Agapis”            | Nominalizare |      |
| 2014 | MAD Video Music Awards | Cel mai bun cântec dance          | „Anemos Agapis”            | Nominalizare |      |
| 2014 | MAD Video Music Awards | Cel mai bun artist feminin        | Ea însăși                  | Nominalizare |      |
| 2014 | MAD Video Music Awards | Artistul anului – Cipru           | Ea însăși                  | Nominalizare |      |
| 2015 | MAD Video Music Awards | Videoclipul anului – Cipru        | „Party Sleep Repeat (PSR)” | Câștigat     |      |
| 2015 | MAD Video Music Awards | Cel mai bun videoclip dance       | „Party Sleep Repeat (PSR)” | Câștigat     |      |
| 2015 | MAD Video Music Awards | Cel mai bun artist feminin modern | Ea însăși                  | Nominalizare |      |
| 2016 | MAD Video Music Awards | Videoclipul anului                | „Sto Theo Me Paei”         | Câștigat     |      |
| 2016 | MAD Video Music Awards | Cel mai bun videoclip pop         | „Sto Theo Me Paei”         | Nominalizare |      |
| 2016 | MAD Video Music Awards | Cel mai bun artist feminin modern | Ea însăși                  | Nominalizare |      |
| 2017 | MAD Video Music Awards | Cel mai bun videoclip cu o cauză  | „Den Sou Xrostao Agapi”    | Câștigat     |      |
| 2017 | MAD Video Music Awards | Cel mai bun videoclip dance       | „Ti Koitas”                | Câștigat     |      |
| 2017 | MAD Video Music Awards | Cel mai bun duet/colaborare       | „Ti Koitas”                | Nominalizare |      |
| 2017 | MAD Video Music Awards | Superfanii anului                 | Fanii ei                   | Nominalizare |      |

## Legături externe
- Official website
- Eleni Foureira la Internet Movie Database

| Predecesor: Hovig cu „Gravity” | Cipru la Concursul Muzical Eurovision 2018 | Succesor: TBD |